# Nuoto ai Giochi della XXIX Olimpiade - 400 metri stile libero maschili
Si sono svolte 5 batterie di qualificazione. I primi 8 atleti si sono qualificati direttamente per la finale.

## Record
Prima di questa competizione, il record del mondo (WR) e il record olimpico (OR) erano i seguenti.
| Record mondiale | 3'40"08 | Ian Thorpe Australia | 30 luglio 2002 Manchester, Gran Bretagna |
| Record olimpico | 3'40"59 | Ian Thorpe Australia | 16 settembre 2000 Sydney, Australia      |

Durante la competizione non è stato battuto nessun record mondiale o olimpico

## Batterie
9 agosto 2008
| #  | Batteria | Corsia | Atleta                | Nazionalità   | Tempo   | Note             |
| -- | -------- | ------ | --------------------- | ------------- | ------- | ---------------- |
| 36 | 1        | 2      | Oleg Robota           | Kazakistan    | 4:02.16 |                  |
| 33 | 1        | 3      | Kvetoslav Svoboda     | Rep. Ceca     | 3:56.54 |                  |
| 31 | 1        | 4      | Daniele Tirabassi     | Venezuela     | 3:53.26 |                  |
| 26 | 1        | 5      | Gard Kvale            | Norvegia      | 3:50.47 | Record nazionale |
| 35 | 1        | 2      | Juan Martin Pereyra   | Argentina     | 3:59.35 |                  |
| 37 | 2        | 1      | Luka Turk             | Slovenia      | DNS     |                  |
| 34 | 2        | 2      | Jon Raahuge Run       | Danimarca     | 3:57.41 |                  |
| 24 | 2        | 3      | Spyridōn Gianniōtīs   | Grecia        | 3:49.34 |                  |
| 23 | 2        | 4      | Sébastien Rouault     | Francia       | 3:48.84 |                  |
| 20 | 2        | 5      | David Brandl          | Austria       | 3:48.63 |                  |
| 30 | 2        | 6      | Jean Basson           | Sudafrica     | 3:52.90 |                  |
| 27 | 2        | 7      | Dominik Meichtry      | Svizzera      | 3:50.55 |                  |
| 32 | 2        | 8      | Balazs Gercsak        | Ungheria      | 3:54.14 |                  |
| 14 | 3        | 1      | Nicolas Rostoucher    | Francia       | 3:47.15 |                  |
| 10 | 3        | 2      | Takeshi Matsuda       | Giappone      | 3:44.99 |                  |
| 11 | 3        | 3      | Federico Colbertaldo  | Italia        | 3:45.28 |                  |
| 3  | 3        | 4      | Tae Hwan Park         | Corea del Sud | 3:43.35 | Q                |
| 2  | 3        | 5      | Zhang Lin             | Cina          | 3:43.32 | Q                |
| 25 | 3        | 6      | Craig Stevens         | Australia     | 3:50.22 |                  |
| 18 | 3        | 7      | Paul Biedermann       | Germania      | 3:48.03 |                  |
| 21 | 3        | 8      | Dean Milwain          | Regno Unito   | 3:48.77 |                  |
| 29 | 4        | 1      | Christian Kubusch     | Germania      | 3:52.73 |                  |
| 28 | 4        | 2      | Sun Yang              | Cina          | 3:50.90 |                  |
| 13 | 4        | 3      | Massimiliano Rosolino | Italia        | 3:45.57 |                  |
| 1  | 4        | 4      | Larsen Jensen         | Stati Uniti   | 3:43.10 | Q                |
| 7  | 4        | 5      | Oussama Mellouli      | Tunisia       | 3:44.54 | Q                |
| 4  | 4        | 6      | Nikita Lobintsev      | Russia        | 3:43.45 | Q                |
| 22 | 4        | 7      | Paweł Korzeniowski    | Polonia       | 3:48.78 |                  |
| 12 | 4        | 8      | Mads Glæsner          | Danimarca     | 3:45.38 | Record nazionale |
| 16 | 5        | 1      | Sergiy Fesenko        | Ucraina       | 3:47.75 |                  |
| 9  | 5        | 2      | Ryan Cochrane         | Canada        | 3:44.85 |                  |
| 8  | 5        | 3      | Yuriy Prilukov        | Russia        | 3:44.82 | Q                |
| 5  | 5        | 4      | Grant Hackett         | Australia     | 3:44.03 | Q                |
| 6  | 5        | 5      | Peter Vanderkaay      | Stati Uniti   | 3:44.22 | Q                |
| 19 | 5        | 6      | Przemysław Stańczyk   | Polonia       | 3:48.11 |                  |
| 15 | 5        | 7      | David Carry           | Regno Unito   | 3:47.17 | Record nazionale |
| 17 | 5        | 8      | Dragoș Coman          | Romania       | 3:47.79 |                  |

## Finale
10 agosto 2008
| Posizione | Atleta           | Paese         | Tempo   | Note                |
| --------- | ---------------- | ------------- | ------- | ------------------- |
|           | Tae Hwan Park    | Corea del Sud | 3:41.86 | Record asiatico     |
|           | Lin Zhang        | Cina          | 3:42.44 | Record nazionale    |
|           | Larsen Jensen    | Stati Uniti   | 3:42.78 | Record panamericano |
| 4         | Peter Vanderkaay | Stati Uniti   | 3:43.11 |                     |
| 5         | Oussama Mellouli | Tunisia       | 3:43.45 | Record africano     |
| 6         | Grant Hackett    | Australia     | 3:43.84 |                     |
| 7         | Yuriy Prilukov   | Russia        | 3:43.97 |                     |
| 8         | Nikita Lobintsev | Russia        | 3:48.29 |                     |